# Nangong
Nangong (en chino, 南宫; pinyin, Nángōng) es un municipio  bajo la administración directa de la Prefectura Xingtai en la Provincia de Hebei, República Popular China.  Su área es de 863 km² y su población total para 2010 superó los 476 mil habitantes. 

## Administración
Desde julio de 2020, el  Municipio Nangong se divide en  pueblos que se administran en 4 subdistritos, 6 poblados y 5 villas.

## Toponimia
La ciudad Nangong [/nan-kong/] recibió su nombre del famoso erudito de la dinastía Zhou occidental Nangong Shi (南宫适), que se decía que vivió aquí. En 1986, el condado fue abolido y se estableció como municipio.